# Relaciones Eritrea-Estados Unidos
Las relaciones Eritrea-Estados Unidos son las relaciones diplomáticas entre Estados Unidos y Eritrea. Natalie E. Brown es la
actual embajador de Estados Unidos en Eritrea.

## Historia
El gobierno de los Estados Unidos (USG) estableció un consulado en Asmara en 1942. En 1953, el USG firmó un Tratado de Defensa Mutua con Etiopía. El tratado otorgó a Estados Unidos el control y la expansión de la importante base de comunicaciones militares británicas en Kagnew cerca de Asmara. En la década de 1960, cerca de 1.700 efectivos militares de los Estados Unidos estaban estacionados en Kagnew. En la década de 1970, los avances tecnológicos en los campos de comunicaciones y satélites hicieron que la estación de comunicaciones en Kagnew se volviera cada vez más obsoleta.

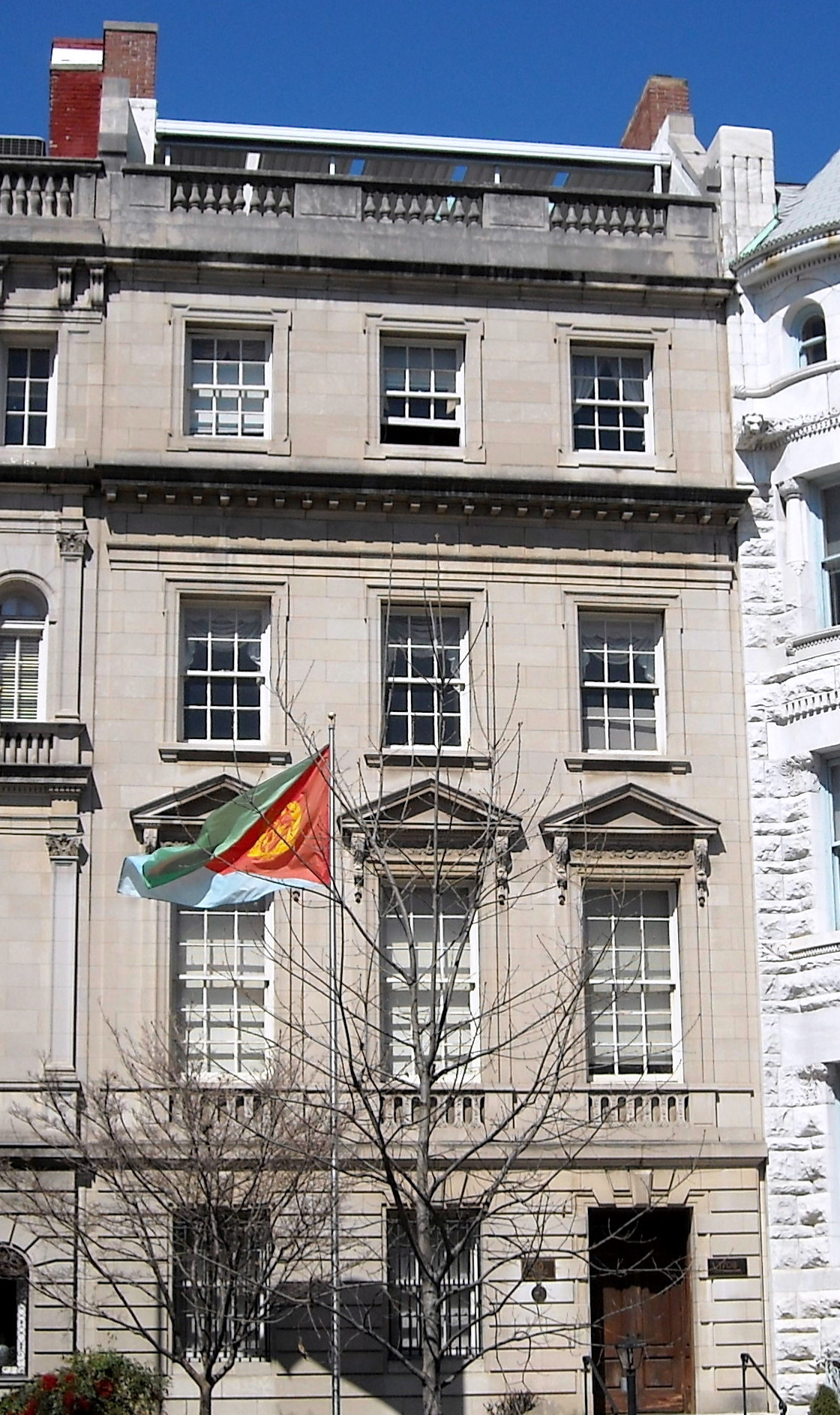
Embajada de Eritrea en Washington D. C.

En 1974, la estación de Kagnew redujo drásticamente su personal complementario. A principios de 1977, los Estados Unidos informaron al gobierno etíope que tenía la intención de cerrar la Estación Kagnew permanentemente para el 30 de septiembre de 1977. Mientras tanto, las relaciones de los Estados Unidos con el régimen Mengistu empeoraron. En abril de 1977, Mengistu anuló el tratado de defensa mutua de 1953 y ordenó una reducción del personal de los Estados Unidos en Etiopía, incluido el cierre del Centro de Comunicaciones Kagnew y el consulado en Asmara. En agosto de 1992, los Estados Unidos reabrieron su consulado en Asmara, con un oficial. El 27 de abril de 1993, los Estados Unidos reconocieron a Eritrea como un estado independiente, y el 11 de junio, se establecieron relaciones diplomáticas con el nombramiento de un encargado de negocios. El primer embajador de los Estados Unidos llegó ese mismo año.
Los intereses de los Estados Unidos en Eritrea incluyen consolidar la paz con Etiopía, alentar el progreso hacia el establecimiento de una cultura política democrática, apoyar los esfuerzos de Eritrea para involucrarse constructivamente en la resolución de problemas regionales y promover la reforma económica.
Los Estados Unidos. Embajada]] está en Asmara. Micheal Veasy es el subjefe de misión.